# Neoramia charybdis
Neoramia charybdis är en spindelart som först beskrevs av Henry Roughton Hogg 1910.  Neoramia charybdis ingår i släktet Neoramia och familjen trattspindlar. Inga underarter finns listade i Catalogue of Life.